# Escut del País Valencià

Emblema del Consell Preautonòmic i de la Generalitat Valenciana fins a 1985.

L'escut del País Valencià és l'emblema oficial de la Generalitat Valenciana que es basa en l'escut personal del rei Pere el Cerimoniós i, amb modificacions, de la resta de reis de la Corona d'Aragó fins a Joan II. El Consell del País Valencià l'adoptà com a símbol o emblema propi el 1978 per ser, segons ells, «el símbol representatiu del Regne de València més antic que hom coneix, el que hi havia a la Porta de Xerea de la Ciutat de València».

## Blasonament
El blasonament de l'escut del País Valencià està regulat per l'article 6 del títol III (de l'emblema) de la Llei de la Generalitat Valenciana 8/1984, de 4 de desembre, per la qual es regules els símbols de la Comunitat Valenciana i el seu ús, publicada en el DOGV, núm. 211 de 13 de desembre de 1984. Fa així:
| « | 1. L'emblema de la Generalitat Valenciana és constituït per l'heràldica del Rei Pere el Cerimoniós, representativa de l'històric Regne de València, tal com tot seguit es blasona: 1.1. Escut: inclinat a la destra, d'or, amb quatre pals de gules. 1.2. Timbre: Elm d'argent coronat, mantellet que en penja d'atzur, amb una creu patent curvilínia i fixada amb punta agusada d'argent, folrat de gules; per cimera, un drac naixent d'or alat, linguat de gules i dentat d'argent. | » |

## Història

### L'escut de Pere el Cerimoniós

L'escut de Pere el Cerimoniós (recreació).

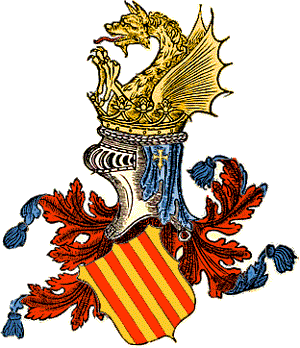
Escut reial a la portada de la Crònica de Ramon Muntaner, pertanyent a l'edició de 1558. Al l'escut ha canviat de forma i el mantellet s'ha transformat en llambrequins.

Malgrat que la tradició valenciana atribueix la cimera amb el drac alat al rei Jaume I, aquest escut el va començar a utilitzar el rei Pere el Cerimoniós en el segle xiv, quan s'estengué l'ús de cimeres sobre els elms nobiliaris. Segons Guillermo Fatás Cabeza, es tracta d'un senyal parlant, símbol identificatiu del rei d'Aragó. Cobrix la part posterior de l'elm amb un mantellet de blau obscur amb la Creu d'Ènnec Aritza.
Aquest drac alat, amb el temps evolucionaria en un ratpenat, molt característic en molts escuts municipals de l'antiga Corona d'Aragó, com els de València, Palma, o l'antic escut de Barcelona.
El matellet, amb camp d'atzur folrat de gules i la Creu d'Ènnec Aritza en argent, representa l'escut de la dinastia Ximena (els antics reis d'Aragó, abans de la unió amb el casal de Barcelona), i actualment forma part de l'escut d'Aragó en el segon quarter.

### Els escuts reials fins a Ferran II
Una vegada establert per Pere el Cerimoniós, el seu fill primogènit Joan el va utilitzar amb dos únics bastons de gules sobre camp d'or i el mateix timbre com a duc de Girona, adoptant els quatre bastons ja com a rei. En algunes representacions, afegia dos lleons rampants d'or subjectant l'escut.
El seu successor Martí l'Humà també el va utilitzar amb dos àngels per subjecció.
El primer rei Trastàmara, Ferran d'Antequera, va adoptar l'escut del casal de Barcelona com a rei de la Corona d'Aragó, utilitzant dos grius d'or com a suport. Alfons el Magnànim va ser el primer a canviar el mantellet per llambrequins d'or i gules, i circumscrit pel Toisó d'Or, però com a rei de Sicília va adoptar les armes de l'anterior dinastia siciliana. Per contra, la seua dona Maria de Castella va portar escut partit amb les armes dels reis d'Aragó i dels reis de Castella.
Ferran el Catòlic va ser el primer rei de la orona d'Aragó que va deixar d'utilitzar l'escut reial tradicional, substituint-lo per una combinació d'armes reials dels seus regnes, incloses les dels reis de Castella i Lleó.

### Representacions de l'escut reial alRegne de València

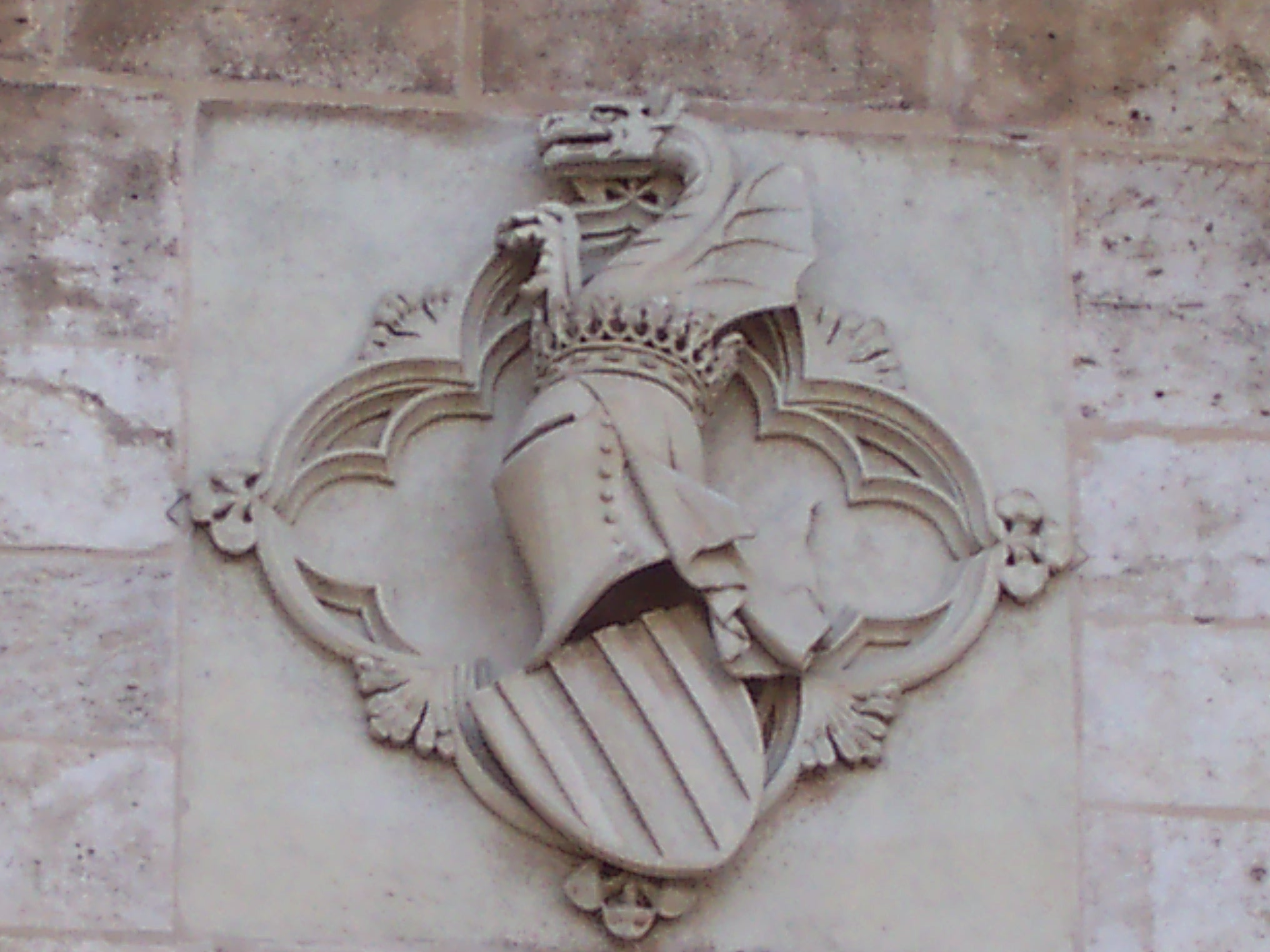
Escut reial a la porta de Serrans, a la ciutat de València.

L'escut reial apareix representat arreu de la corona, i també per tot el Regne de València. Apareix a València en la Porta de Serrans i en la de Quart entre dos escuts municipals, i també a la Llotja de la Seda.
El 1394 apareix als reals d'or de València (monedes encunyades al Regne de València), i de nou el 1426 en uns reals creats en concòrdia entre el rei i els jurats de València. A l'anvers, l'escut reial de dos barres (senyal o armes nostres Reyals jus lo timbre nostre propi), i al revers l'escut romboïdal sense coronar amb dues barres (lo dit nostre senyal e armes fet a cayró).
Apareix a la portada de la primera impressió de l'Aureum Opus (privilegis de la ciutat de València) i a la portada de la Crònica de València, de Martí de Viciana.
Al segle xvi, la ciutat de València va utilitzar a vegades la cimera reial sobre el seu escut municipal, arran de la forta identificació municipal amb la monarquia. Apareix un document segellat amb escut reial pres per la ciutat com a propi, ja que la llegenda diu Civitatis Valentia.

### Escut de la província de València
La Diputació de la província de València va fer seu l'escut reial arran de la divisió provincial espanyola el 1833. N'ha utilitzat diferents versions: amb llambrequins, similar a la que apareix a la portada de la Crònica de Ramon Muntaner; amb mantellet però amb una incorrecta creu patent, i amb mantellet i la Ènnec Aritza.
Les diputacions d'Alacant i Castelló en van elegir d'altres de diferents.

## L'escut en l'actualitat

Senyera del País Valencià, tal com es recull a lEstatut de Benicàssim. No arribà a ser oficial en ser modificat el text estatutari a Madrid.

L'estatut d'autonomia no diu res de l'escut del País Valencià, malgrat que l'article 4.2 parla de l'heràldica de les tres províncies com a possibilitat d'afegir-se a la senyera. Durant la redacció de l'estatut ja es tenia clar que l'escut seria l'actual, ja que a Benicàssim es va pactar posar-lo a la senyera en substitució de la corona, malgrat que després no es va fer oficial.
El decret que el va fer oficial fou aprovat el 9 d'agost de 1978, anterior a l'aprovació de l'Estatut d'Autonomia, en què el Consell del País Valencià adoptà l'escut com a emblema propi. Posteriorment, se n'aprovà una versió modificada, encara vigent, mitjançant la Llei de símbols de 4 de desembre de 1984, i es va publicar al DOGV el 13 de desembre d'aquest mateix any.
En l'actualitat és l'emblema oficial de la Generalitat Valenciana i no el qüestiona ningú.